# Satteldorf
Satteldorf – miejscowość i gmina w Niemczech, w kraju związkowym Badenia-Wirtembergia, w rejencji Stuttgart, w regionie Heilbronn-Franken, w powiecie Schwäbisch Hall, wchodzi w skład wspólnoty administracyjnej Crailsheim. Leży nad rzeką Jagst, ok. 25 km na wschód od Schwäbisch Hall, przy autostradzie A6, drodze krajowej B290 i linii kolejowej Crailsheim–Lauda-Königshofen.